# Bartolomeo Bernardi
Bartolomeo Bernardi (ca. 1670 i Bologna – maj 1732 i København) var en italiensk komponist og violinist.

## Liv og gerning
Om Bernardis ungdom vides kun lidt; han var elev af Giuseppe Torelli (1658-1709) og betegnede sig i sin første værksamling som "Academici filharmonico", hvad der kunne tyde på, at han var medlem af en musikforening i Bologna.

### Virke i København
Bartolomeo Bernardi, der i året 1703 glædede det danske hof med kompositionen af en italiensk opera, "Il Gige fortunato", i anledning af prins Carls fødselsdag, var egentlig violinspiller og var ved den tid nylig kommet til Danmark på foranledning af Frederik IV, der sandsynligvis havde hørt ham i Italien og dér var blevet begejstret for hans violinspil. At der er blevet opført italiensk opera i København i begyndelsen af 1700-tallet beviser en kongelig bevilling af 500 rigsdaler til Bernardi og kongelig kammermusikus Th. Meier i 1711 "for den Bekostning, de paa senest holdende kongelig Opera anvendt haver". Bernardi blev i 1729 udnævnt til kongelig dansk kapelmester ved Frederik 4.'s hof.

### Samtidens vurdering
Der kendes kun to nogenlunde samtidige omtaler af Bernardi, den ene er den tyske, ikke altid fuldt tilforladelige leksikograf Gustav Schilling, den anden er kapelmester Scheibe, der var italienerhader af princip og derfor ikke kan gælde for at være nogen helt upartisk dommer. Schilling kalder Bernardi en af det 18. århundredes dygtigste og mest fantasirige violinspillere, Scheibe skriver derimod i "Musicus criticus", at Bernardi hørte til de italienere, der uden for deres fædreland blev værdsatte ene og alene, fordi de var italienere. Hans arbejder, påstår Scheibe, er blottede for smag, uden sammenhæng og uden mening. De viser hverken melodi eller harmoni og vrimler af grove fejl. Tankerne er lånte fra Corelli og Steffani. Scheibe hævder endda, at Bernardi fra Steffani havde stjålet hele arier og kun havde forsynet dem med nye ord.

## Værker
Bernardi udgav i året 1696 i Bologna et bind sonater for 2 violiner og bas, og senere i Amsterdam 12 sonater for violin og bas. Desuden komponerede han for det danske hof en masse lejlighedskompositioner. Flertallet af hans værker er vistnok brændte ved Christiansborgs brand 1794.
- 12 Triosonater op. 1 (Bologna, 1692)
- 10 Triosonater op. 2 (Bologna, 1696), en række kirkesonater.
- 6 Sonater for violin og basso continuo op. 3 (Amsterdam, 1700)
- 2 sonater (kendt i manuskript)
- Flere kantater

### Operaer
- Il Gige fortunato divertimento teatrale (1703 København, bestilt af Frederik IV i forbindelse med indvielsen af et nyt operahus)
- Diana e la Fortuna (1703 København)

## Diskografi
- "Qual di feroce tromba", Sonate e Cantate, I Solisti Ambrosiani: Tullia Pedersoli Arkiveret 1. februar 2017 hos  Wayback Machine soprano, Davide Belosio violin, Claudio Frigerio cello, Enrico Barbagli organ, Emma Bolamperti harpsichord (2CD, UraniaRecords, LDV 14056, 2020) - first world recording